# Магнетоенцефалографија
Магнетоенцефалографија (МЕГ) је техника заснована на мерењу промена магнетног поља на површини главе испитаника као последице промене активности неурона. Магнетоенцефалографија као и електроенцефалографија (ЕЕГ) мери електромагнетне промене, али док ЕЕГ прати електричну компоненту електромагнетног таласа, МЕГ бележи њену магнетну компоненту.
Све електричне појаве у које спада и активност неурона мозга имају као пратећу појаву стварање одређеног магнетног поља. Магнетно поље мозга је изузетно мало у односу на магнетно поље Земље и због тога је неопходно мерење извести у магнетно изолованој просторији. Основна предност коју MEG има у односу на функционалну магнетну резонанцу је боља временска резолуција. Њен основни недостатак лежи у употреби компликоване и скупе опреме.